# Норберт Хауг
Норберт Хауг (на немски: Norbert Haug) е германски журналист и мениджър на мотоспорта в компанията „Мерцедес-Бенц“, включително „Формула 1“, „Формула 3“ и „ДТМ“.
Под негово ръководство Мерцедес се радва на значителни успехи във всички категории автомобилни спортове, печелейки много състезания и световни титли.
От края на 2009 година е ръководител на новосформирания тим на Мерцедес Гранд При, заедно с Рос Браун.

## Биография
Хауг се присъединява към вестник „Пфорцхайм Цайтунг“, който се издава в град Пфорцхайм като доброволец, преди да започне работа като стажант журналист. След прекарано известно време в местния вестник, Хауг започва работа в издателската къща „Motor-Presse-Verlag“, намираща се в град Щутгарт, част от групировката „Gruner+Jahr“. Скоро той става ръководител на отдел мотоспорт, на едно от най-успешните периодични издания на групировката – специализираното автомобилно списание Auto, Motor und Sport, преди да стане негов заместник главен редактор през 1988 година.
Докато преследва журналистическа кариера, Хауг се и състезава със спортни коли, включително участва в състезанието за издръжливост 24-те часа на Нюрбургринг, където става втори през 1985 г.
През 1986 г., Хауг провежда частни тестове с болида от Формула 1 – Уилямс.

## Мерцедес-Бенц
Хауг започва работа в автомобилния концерн Мерцедес-Бенц през 1990 г., и за кратко съживява интересите на компанията от Щутгарт към автомобилния спорт. Хауг поддържа присъствието на Мерцедес в група „С“, по-късно и в Германския туристически шампионат и Международния шампионат за туристически автомобили.
Първите успехи идват с титлите на Клаус Лудвиг в ДТМ през 1992 г. и 1994 г. и Бернд Шнайдер, който става шампион както в ДТМ и МТШ през 1995 година. През 2000 г. Хауг и Мерцедесе са в основата на подновяването на ДТМ шампионата.